# هوي دالمار
هوي دالمار (بالإنجليزية: Howie Dallmar)‏ مواليد 04 مايو 1922 في سان فرانسيسكو - الوفاة 19 ديسمبر 1991، كان مدرب كرة سلة أمريكي ولاعب. بدأ مسيرته الاحترافية في سنة 1946. حمل الرقم 12. بلغ طوله 6 قدم 4 بوصة (1.9 م). اعتزل اللعب في 1949.

## روابط خارجية
- هوي دالمار على موقع إن بي أي (الإنجليزية)
- هوي دالمار على موقع سبورتس رفرنس (الإنجليزية)
- هوي دالمار على موقع ريلجم (الإنجليزية)
- هوي دالمار على موقع بروبوليرز (الإنجليزية)
- هوي دالمار على موقع كلية كرة السلة في سبورتس رفرنس.كوم (الإنجليزية)